# Hjördis Genberg

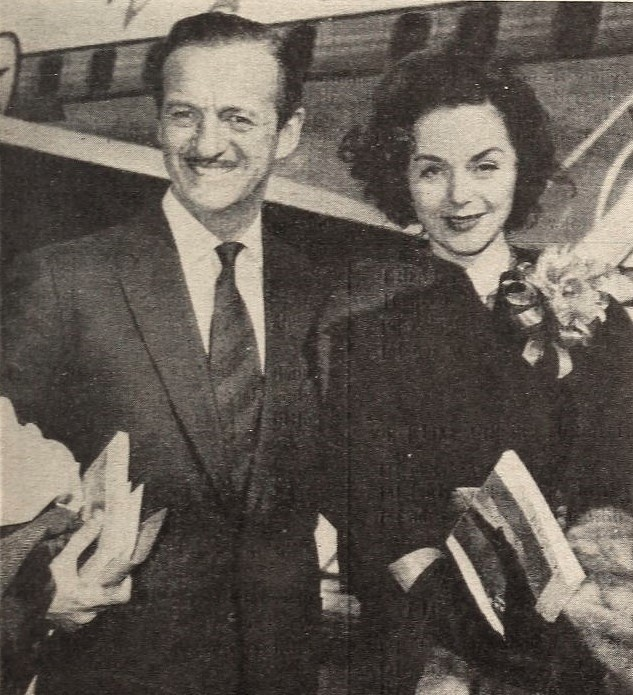
Hjördis och David Niven (1960)

Hjördis Paulina Genberg, född 10 november 1919 i Åsarne församling, Jämtlands län, död 24 december 1997 i Schweiz, var en svensk mannekäng och skådespelare.
Hjördis Genberg växte upp i Åsarna och blev mannekäng för NK:s två varuhus Leja (1941–1943) och Franska (1943–1945). Hon fick sitt genombrott som skådespelare 1943 i filmen Sjätte skottet. Hennes karriär avslutades i samband med att hon gifte sig men var fortsatt en internationell celebritet. Hon var känd under resten av sitt liv som en av Sveriges toppmodeller.
Genberg gifte sig 1946 med affärsmannen Carl-Gustav Tersmeden men skilde sig från honom 1947. I januari 1948 gifte hon om sig med skådespelaren David Niven.
Hennes aska är spridd i Medelhavet.

## Filmografi
- 1943 – Fångad av en röst
- 1943 – Sjätte skottet
- 1945 – 13 stolar
- 1946 – Brita i grosshandlarhuset